# Nattens Madrigal - Aatte Hymne til Ulven i Manden
Pour les articles homonymes, voir Madrigal (homonymie).
Albums de Ulver
Kveldssanger
(1995) Themes From William Blake's The Marriage of Heaven and Hell
(1998)
Nattens Madrigal - Aatte Hymne til Ulven i Manden est le troisième album du groupe norvégien Ulver.
Troisième et dernier album de la « trilogie black metal » du groupe, il s'agit de l'album le plus violent et le plus sombre jamais produit par celui-ci. En effet, Ulver délivre ici un album de black metal dans son expression la plus crue, à savoir — quasiment — sans effets acoustiques ni parties de synthétiseurs.
Cet album est en réalité un concept-album : il décrit la chute d'un homme qui, tenté par Satan, succombe à la lycanthropie et à son côté bestial.

## Liste des pistes
| No | Titre                            | Durée |
| -- | -------------------------------- | ----- |
| 1. | Hymn I: Of Wolf and Fear         | 6:16  |
| 2. | Hymn II: Of Wolf and the Devil   | 6:21  |
| 3. | Hymn III: Of Wolf and Hatred     | 4:48  |
| 4. | Hymn IV: Of Wolf and Man         | 5:21  |
| 5. | Hymn V: Of Wolf and the Moon     | 5:14  |
| 6. | Hymn VI: Of Wolf and Passion     | 5:48  |
| 7. | Hymn VII: Of Wolf and Destiny    | 5:32  |
| 8. | Hymn VIII: Of Wolf and the Night | 4:38  |

## Musiciens
- Garm (Kristoffer Rygg) : chant
- Håvard Jørgensen : guitare
- Aismal (Torbjørn Pedersen) : guitare
- Skoll (Hugh Steven James Mingay) : basse
- AiwarikiaR (Erik Olivier Lancelot) : batterie

## Autres crédits
- Anders G. Offenberg Jr. : mixage
- Audun Strype : mixage
- Helge Sten : mixage
- Tania "Nacht" Stene : illustration de la pochette, photographie
- Mortern Andersen : photographie
- Helene Broch : photographie
- Torgrim Røvreit : photographie